# マシュー・ヒルトン
マシュー・ヒルトン（Matthew Hilton、1965年12月17日 - ）、カナダのプロボクサー。ケベック州モントリオール出身。元IBF世界スーパーウェルター級王者。トレーナーは父のデーブ・ヒルトン・シニア。兄は元WBC世界スーパーミドル級王者デーブ・ヒルトン・ジュニア。世界ランカーのアレク・ヒルトン、弟はオリンピック選手のスチュワート・ヒルトン。

## 来歴
1983年1月25日、マシューはプロデビューを果たし2回2分42秒TKO勝ちで白星でデビューを飾った。
1984年6月1日、ニコ・ゴンサレスと対戦し8回2分59秒KO勝ち。
1985年1月22日、フランシスコ・デ・ヘスースと対戦し10回3-0(100-90、98-93、99-93)の判定勝ち。
1985年10月20日、モントリオールのフォーラムで元WBA・WBC世界ミドル級王者ビト・アンツォフェルモと対戦し4回終了時棄権でアンツォフェルモに引導を渡した。
1986年2月15日、パウル・サーブ・アリーナで元世界3階級制覇王者ウィルフレド・ベニテスと対戦し9回2分59秒KO勝ち。
1987年6月27日、IBF世界スーパーウェルター級王者バスター・ドレイトンと対戦し15回3-0(146-139、144-140、147-138)の判定勝ちで王座獲得に成功した。
1987年10月16日、マック・キャラハンと対戦し2回終了TKO勝ちで初防衛に成功した。
1988年11月4日、ラスベガス・ヒルトンのヒルトン・センターでロバート・ハインズと対戦し12回0-3(110-116、111-112、111-114)の判定負けで2度目の防衛に失敗し王座から陥落した。
1990年1月15日、アトランティックシティのコンベンション・センターでWBO世界ミドル級王者ダグ・デビットと対戦。激戦になったが11回終了時棄権で2階級制覇に失敗した。
1993年5月27日、ダーレル・フリントと対戦し10回0-3(44-47、41-48、44-46)の判定負けを最後に現役を引退した。

## 獲得タイトル
- IBF世界スーパーウェルター級王座(防衛1)